# Gradíssimo
Gradíssimo é uma aldeia pertencente à freguesia de Amendoeira, no concelho de Macedo de Cavaleiros, em Trás-os-Montes. Localizada no distrito de Bragança, a aldeia é conhecida pela sua paisagem rural e tradições culturais, como a Festa de Santo Estevão.

## Geografia
Gradíssimo está situada a uma altitude média de 704 metros, com elevações que variam entre 577 e 829 metros. A aldeia está inserida numa região de relevo acidentado, característica da zona de Trás-os-Montes, com paisagens marcadas por vales e montanhas.

## História
A aldeia de Gradíssimo tem raízes históricas profundas, estando integrada numa região com forte presença humana desde tempos remotos. A sua localização estratégica, próxima de vias de comunicação antigas, contribuiu para o seu desenvolvimento ao longo dos séculos.

## Cultura e Tradições

### Festa de Santo Estevão
A Festa de Santo Estevão é uma das tradições mais antigas e importantes de Gradíssimo. A celebração começa com uma missa na Igreja de Santo Estevão, seguida de uma procissão pelas ruas da aldeia. Este evento religioso e cultural atrai tanto os habitantes locais como visitantes de outras regiões.

## Turismo
Gradíssimo oferece uma experiência autêntica de turismo rural, com destaque para as suas paisagens naturais e o património cultural. A aldeia está próxima de outras atrações turísticas, como as Aldeias Históricas de Portugal, que incluem percursos como a Grande Rota 22 (GR22), uma rota de caminhada e ciclismo que liga várias aldeias históricas da região.